# Glenea glaucescens
Glenea glaucescens là một loài bọ cánh cứng trong họ Cerambycidae.